# Ezio Vigorelli
Ezio Vigorelli (Lecco, 17 agosto 1892 – Milano, 24 ottobre 1964) è stato un politico e partigiano italiano, Ministro del lavoro e della previdenza sociale dal 1954 al 1957.

## Biografia

### Origini e formazione
Dopo essere diventato avvocato, si distinse come combattente nella resistenza italiana. Affiancò la Giunta provvisoria di Governo della Repubblica partigiana dell'Ossola in veste di Consulente Legale e Giudice Straordinario. Durante quegli anni perse due suoi figli, Bruno e Adolfo, soprannominato Fofi e insignito della medaglia d'oro al valor militare alla memoria, morti in combattimento nella non lontana Valgrande.

### Gli incarichi pubblici
Divenne presidente dell'ECA – Ente Comunale di Assistenza di Milano e presidente dell'IFDAM – Istituto Fascista di Assistenza ai Minorenni di Milano, Via Giulio e Corrado Venini, 15, che, appena nominato Commissario Straordinario dell'ECA dal CNL, - con lettera del 17 maggio 1945 - subito ridenominò IDAM – Istituto di Assistenza ai Minorenni. Fu anche nominato Presidente della Metropolitana Milanese.

### La carriera politica
Nel dopoguerra continuò la militanza nel Partito Socialista mantenendosi su posizioni moderate.
Dopo la scissione del Partito Socialista e la nascita del PSDI, confluì nel secondo. Per il PSDI ricoprì l'incarico di costituente, venendo poi eletto nella prima, seconda terza e quarta legislatura. Morto durante lo svolgimento di quest'ultima, venne sostituito da Guido Bernardi.
Fu sottosegretario al tesoro nel V governo De Gasperi e Ministro del lavoro e della previdenza sociale nel Governo Fanfani II, Governo Segni I, Governo Scelba. Fu presidente della commissione parlamentare sulla miseria in Italia e sui mezzi per combatterla.
Come Ministro del lavoro e della previdenza sociale predispose un sistema per attribuire efficacia erga omnes ai contratti di lavoro, detti decreti Vigorelli ma la successiva proroga di emanare decreti delegati fu dichiarata incostituzionale dalla Corte Costituzionale.